# Embalse de Onda
El Embalse de Onda o de Benitandús se sitúa en el término municipal de Alcudia de Veo, en la provincia de Castellón, España muy cerca de los pueblos de Tales y Benitandús.
Se trata de un pequeño embalse construido a 306 m s. n. m. de altitud, con 1 hm³ de capacidad y una superficie de 0,1 ha. La presa tiene una altura de 38 m y su longitud de coronación es de 119 metros. El aliviadero es de 2 compuertas con una capacidad de desagüe de 95 m³/s. El embalse se destina principalmente para el riego de los cultivos de la localidad de Onda.
Este embalse se encuentra en el paraje natural protegido del parque natural de la Sierra de Espadán y pertenece a la Confederación Hidrográfica del Júcar.